# Lycodonomorphus inornatus
Lycodonomorphus inornatus är en ormart som beskrevs av Duméril, Bibron och Duméril 1854. Lycodonomorphus inornatus ingår i släktet Lycodonomorphus och familjen snokar. Inga underarter finns listade i Catalogue of Life.
Denna orm blir 60 till 100 cm lång. Den kännetecknas av en kraftig kropp med släta glänsande fjäll och av ett tydligt abgränsat huvud. Ovansidan är olibgrön och på undersidan är fjällen ljusare.
Arten förekommer i Sydafrika och i Swaziland. Honor lägger under sommaren cirka 15 ägg. Exemplaren är aktiva på natten och de har råttor, mindre gnagare och ibland andra ormar som föda. De besöker ibland byggnader. Lycodonomorphus inornatus lever i skogar, buskskogar och gräsmarker.
För beståndet är inga hot kända. Hela populationen anses vara stabil. IUCN listar arten som livskraftig (LC).